# Моя борьба IV
«Моя́ борьба́ IV» (англ. My Struggle IV) — десятый и финальный эпизод одиннадцатого сезона американского научно-фантастического телесериала «Секретные материалы». Премьера состоялась 21 марта 2018 года на телеканале Fox. Автором сценария и режиссёр серии является Крис Картер. Теглайн эпизода — «Salvator Mundi» (Спаситель мира). 
В данном эпизоде специальные агенты ФБР Фокс Малдер (Дэвид Духовны) и Дана Скалли (Джиллиан Андерсон) из отдела «Секретных материалов» пытаются найти своего сына Уильяма, находящегося в бегах. Курильщик собирается привести в действие свой план.

## Сюжет
После событий серии «Гули» Уильям ударяется в бега и скрывается от правительственных агентов. Размышляя о своем непростом детстве и юности, он решает выяснить правду о себе у своего отца – Курильщика.
Малдер и Скалли получают звонок от Моники Рейс, которая сообщает, что Уильяма везут на правительственный склад в Мэриленде. Скалли предчувствует, что сына не будет в указанном месте. Малдер проникает на склад, где убивает охранников и мистера Игрека, но не находит никаких следов Уильяма.
Скалли обнаруживает в интернете информацию о серии крупных лотерейных выигрышей в северо-восточном Теннесси, что, по её мнению, свидетельствует о присутствии там Уильяма. Малдер берёт след, но за ним по пятам следует правительственный агент. Уильям путешествует автостопом на попутном грузовике и пугает водителя своими сверхъестественными способностями, превращаясь в монстра. Малдер догоняет грузовик, но юноше удаётся скрыться. Правительственный агент подбирает Уильяма, идущего по обочине, и по его просьбе доставляет юношу в Норфолк.
С помощью Брианны Степлтон и Сары Тёрнер (подружки Уильяма из эпизода «Гули») Малдер находит Уильяма в мотеле Норфолка. Он убеждает Уильяма поговорить с ним. Отряд спецназа, возглавляемый Эрикой Прайс, находит в машине правительственного агента, убитого Уильямом. Бойцы врываются в гостиничный номер Уильяма и пытаются его арестовать. Юноша пользуется своей сверхсилой и уничтожает солдат и Эрику Прайс, заставляя их взорваться.
Стараясь выиграть для Малдера больше времени, Скалли звонит видеоблогеру Тэду О'Мэлли. Она утверждает, что скоро по всему миру начнётся эпидемия: опасный вирус, созданный из инопланетного патогена, уничтожит иммунные системы людей. Она называет Малдера источником информации, после чего заместитель директора ФБР Алвин Керш приказывает Уолтеру Скиннеру раз и навсегда закрыть отдел «Секретные материалы» и отстранить Малдера и Скалли от выполнения обязанностей. Скалли предвидит гибель Малдера и просит Скиннера помочь ей спасти его. Вдвоём они отправляются в Норфолк, в дороге Скиннер рассказывает Скалли правду о происхождении Уильяма.
Малдер по совету подружки Уильяма отправляется в доки, надеясь найти его там. Чуть позже туда же прибывают Скалли и Скиннер, заметившие машину Малдера по дороге в Норфолк. Скалли направляется на розыски, а Скиннер замечает поодаль машину с Курильщиком и Моникой Рейс. Приблизившись, он начинает стрелять по машине и убивает Монику, но Курильщик давит его, после чего тоже отправляется на розыски. В это время Малдер и Скалли преследуют убегающего от них Уильяма.
На краю пирса встречаются Малдер и Курильщик. После диалога Курильщик стреляет в Малдера, тело падает в воду. В это время Курильщика окликает настоящий Малдер и расстреливает его — до этого Курильщик выстрелил в Уильяма в облике Малдера. Появившаяся Скалли рассказывает винящему себя в смерти сына Малдеру правду об Уильяме и даёт понять, что она снова беременна. Где-то вдалеке от пирса из воды выныривает живой Уильям с пулевым ранением во лбу.

## Критика
Серия «Моя борьба IV» удостоилась в основном негативных отзывов критиков. На сайте-агрегаторе Rotten Tomatoes её рейтинг составляет 33 % со средней оценкой 5,49 из 10 на основе 15 отзывов. Итоговый вывод сайта гласит: «Моя «Борьба IV» завершает сезон — и, возможно, весь сериал, — на горькой ноте при отсутствии актёрской химии, удовлетворительной концовки или прощания с ведущей леди X-Files».